# Thermonectus leprieuri
Thermonectus leprieuri är en skalbaggsart som beskrevs av J. Balfour-browne 1944. Thermonectus leprieuri ingår i släktet Thermonectus och familjen dykare. Inga underarter finns listade i Catalogue of Life.